# T-10
T-10 byl sovětský těžký tank z 50. let 20. století. Jednalo se o nástupce těžkých tanků řady IS, která byla vyráběna od druhé světové války. Jednalo se také o vůbec poslední sériově vyráběný těžký tank.
První prototyp byl sestrojen roku 1953, o rok později se T-10 začal sériově vyrábět. Produkce tanku trvala až do roku 1967 a počty vyrobených kusů se dle jednotlivých zdrojů značně rozcházejí – od 2 500 až po 8 000 kusů. Ve výzbroji zůstal až do 70. let. Tanky tohoto typu byly součástí sovětských sil během invaze do Československa.
Korba tanku byla svařena z válcovaných pancéřových desek, které měly vpředu sílu až 120 mm. Pancéřové desky byly, pro zvýšení pasivní ochrany tanku, skloněny pod silným úhlem. Věž a maska kanónu byly lité, s maximální tloušťkou 250 mm. Podvozek měl sedm pojezdových kol a tři podpěrné kladky. Pásy se skládaly z 88 litých článků. Posádku tvořil řidič, nabíječ, střelec a velitel vozidla. Tank byl vybaven mohutným kanónem ráže 122 mm, spřaženým kulometem a dalším protiletadlovým kulometem na věži.

## Varianty
- T-10 – základní verze, byla vyzbrojena 122mm kanónem D-25TA a 12,7mm kulomety DŠKM. Zaměřovač byl teleskopický, typu TŠ-2-27.
- T-10A – modernizovaná verze z roku 1956, tank dostal nový kanón D-25TS s vertikálním stabilizátorem a ejektorem. Dále byl instalován nový zaměřovací systém TPS-1, systém nočního vidění a gyrokompas
- T-10B – verze z roku 1957, kanón se stabilizátorem hlavně v obou rovinách, nový systém řízení palby T2S-29.
- T-10M – modernizovaná verze vyráběná v letech 1957 až 1966 s novým stabilizovaným kanónem M-62-T2 se štěrbinovou úsťovou brzdou a delší hlavní. Rychlost mířené střelby byla 3–4 střely za minutu. Oba velkorážné kulomety byly typu KPVT ráže 14,5 mm. Pro kanón bylo vezeno 30 nábojů a pro kulomety 744 nábojů. Přístroj pro noční vidění dostal kromě řidiče také velitel vozidla a střelec. Tato varianta měla výkonnější motor o výkonu 750 hp. Tank mohl nést krabicové přídavné nádrže na konci korby. Tank měl stoupavost 70 %, překonal vertikální stupeň o výšce 0,9 m či příkop o šířce 3 m.
- T-10MK – velitelský tank s rozšířenou rádiovou výbavou